# Karl Franz Neander von Petersheide
Karl Franz Neander von Petersheide (auch Karl Franz Neander von Nicopolis, Carl Franz Neander von Pettersheydaw; * 6. Juni 1626 in Neisse, Fürstentum Neisse; † 5. Februar 1693 ebenda) war Titularbischof von Nicopolis und Weihbischof sowie Generalvikar und Offizial in Breslau. Ab 1670 war er zudem Regierungspräsident des bischöflichen Fürstentums Neisse.

## Leben
Karl Franz Neander entstammte dem schlesischen Adelsgeschlecht Petersheide, das seinen Namen vom gleichnamigen Ort Petersheide bei Neisse ableitete. Seine Eltern waren Andreas Ferdinand und Anna, Tochter des Breslauer Landeshauptmanns Balthasar Heinrich von Oberg.
Karl Franz absolvierte am Neisser Pfarrgymnasium die Humaniora und wurde dort 1641 als Poet in die Sodalität der Himmelfahrt Mariä aufgenommen. Ab 1643 studierte er drei Jahre lang Philosophie an der Karlsuniversität Prag und gehörte dort zur Sodalität der Verkündigung Mariä. Am 23. Dezember 1645 wurde ihm vom Strachover Abt Kryšpín Fuk von Hradiště, der zugleich Weihbischof in Prag war, die Niedere Weihe erteilt. Am 3. August 1646 wurde er als Kanoniker an die Breslauer Kathedrale berufen. Ab dem 1. Juni 1647 studierte er Theologie an der Universität Krakau, wo ihm Weihbischof Albert von Lipnicki am 3. August 1646 die Priesterweihe erteilte. Nach Vollendung der Studien wurde er am 31. August 1650 in das Breslauer Domkapitel berufen. Schon vorher war er Scholastiker am Breslauer Kreuzstift. Im Domkapitel gelangte er bald zu Ansehen. Nach dem Tod des Bischofs Karl Ferdinand 1655 wurde er gemeinsam mit seinem Onkel, dem Kanoniker Kaspar Heinrich von Oberg, nach Neisse entsandt, wo der bischöfliche Nachlass verzeichnet werden sollte. 1656 wurde er zum Apostolischen Protonotar ernannt.
Nach der Wahl des Breslauer Bischofs Erzherzog Leopold Wilhelm 1656 wurde Karl Franz Neander von diesem zu seinem Stellvertreter in den Potifikalhandlungen berufen und am 26. Juni 1662 von Papst Alexander VIII. zum Titularbischof von Nicopolis ernannt. Allerdings verzögerte sich durch den Tod des Erzherzogs Leopold Wilhelm 1662 die Bestätigung. Auch bei der Wahl des erst 13-jährigen Erzherzogs Karl Joseph 1663 zum Bischof spielte Neander eine herausragende Rolle.
Es ist nicht bekannt wann und von wem Neander zum Bischof geweiht wurde. Für den 9. März 1663 sind jedenfalls weihbischöfliche Handlungen belegt, da er an diesem Tag 17 Priesteramtskandidaten die Niederen Weihen erteilte. Danach wurde er vom Domkapitel zum Kaiser nach Wien entsandt. Am 3. Juni 1663 legte er als Bevollmächtigter des Erzherzogs Karl Joseph die päpstliche Bestätigung vor und nahm fünf Tage später stellvertretend für Karl Joseph Besitz vom Bistum. Dieser starb jedoch schon am 27. Januar 1664. Am 15. Februar hielt Weihbischof Neander das Requiem für ihn.
Vor der Wahl des Nachfolgers Sebastian von Rostock am 21. April 1664 hatte Weihbischof Neander das Heliggeistamt gehalten. Wegen der päpstlichen Bestätigung wurde der Domherr Johann Brunetti nach Rom gesandt, wobei ihn Neander bis Wien begleitete, um beim Kaiser die nötigen Empfehlungsschreiben für die Kurie zu erwirken. Da in Rom die Wahl Rostocks beanstandet wurde, ernannte Papst Alexander VII. „aus eigener Machtvollkommenheit“ den bisherigen Archidiakon Sebastian von Rostock „auf Empfehlung des Domkapitels“, zum Bischof von Breslau. Die entsprechende päpstliche Verfügung wurde am 5. März 1665 dem Kapitel vorgelegt. Bei der Inthronisation am Gründonnerstag assistierten Weihbischof Neander und der Abt des Sandstifts, Georg Pohl. Die Bischofsweihe am Weißen Sonntag, dem 12. April 1665, erfolgte durch Weihbischof Neander, unter Assistenz des Abtes Georg Pohl und des Propstes des Neisser Kreuzherrenstifts, Franz Nentwig. Am 6. Mai d. J. begleitete Neander seinen Bischof beim feierlichen Einzug in Neisse. Am 26. Mai 1665 wurde er von diesem zum Archidiakon an der Breslauer Kathedrale befördert. In dieser Position visitierte er vom 13. Mai 1666 bis zum 15. Oktober 1667 alle Kirchen und Gemeinden seines Archidiakonats. Zugleich spendete er an vielen Orten das Sakrament der Firmung. Aus den erhaltenen Visitationsprotokollen ergeben sich wichtige kirchlich-historische, statistische und rechtliche Nachrichten.
Als Bischof Rostock im Herbst 1670 den Neisser Regierungspräsidenten Johann Heinrich Heymann von Rosenthal entließ, übertrug er dieses Amt dem Weihbischof Neander, der nun seinen Wohnsitz in Neisse nahm. Nach dem frühen Tod des Bischofs Rostock am 9. Juni 1671 hielt Neander am 30. Juni das feierliche Requiem. Zusammen mit dem Kanoniker Weinzierle wirkte er als Testamentvollstrecker.
Bereits am 3. September 1671 wurde Rostocks Nachfolger Kardinal Friedrich gewählt. Da er zunächst in Rom wohnte, übertrug er die Bistumsadministration dem Weihbischof Neander, die dieser bis Ende September 1676 ausübte. Zudem stand er weiterhin an der Spitze der Neisser Regierung. Am 29. April 1677 wurde er vom Kardinal Friedrich beauftragt, sein Breslauer Archidiakonat zu visitieren. Altersbedingt übertrug er ihm und dem Scholastiker Johann Brunetti 1681 wiederum die Bistumsadministration, die allerdings von kurzer dauer war, da Kardinal Friedrich am 19. Februar 1682 verstarb.
Da sich das Domkapitel auf einen Nachfolger nicht einigen konnte, trat eine Vakanz ein, die länger als ein Jahr dauerte. Erst am 30. Juni 1683 wurde der Deutschordensmeister Franz Ludwig von Pfalz-Neuburg zum Bischof von Breslau gewählt. Da er ebenfalls nicht in Breslau residierte, wurde Weihbischof Neander am 1. Oktober vom Domkapitel zum Bistumsadministrator gewählt. Der neue Bischof bestätigte ihm das Amt des Neisser Regierungspräsidenten und ernannte ihn zugleich zum Offizial und Generalvikar. Wegen der Fülle seiner Ämter musste er einen Teil seiner Aufgaben an den Diözesanklerus delegieren.
Über seine weihbischöflichen Handlungen während seiner über 30-jährigen Tätigkeit haben sich viele Nachweise erhalten. U. a. weihte er 1492 Subdiakone, 1433 Diakone und 1407 Priester. Außerdem benedizierte er acht Äbte, eine Äbtissin sowie 51 Nonnen und firmte 56.095 Personen. Von den Bistumskirchen weihte er u. a. die Schlosskapelle in Koschentin, die Pfarrkirche in Kühschmalz, in Breslau die St.-Joseph-Kirche bei St. Adalbert, die Kapuzinerkirche und die Kirche der Augustiner-Chorfrauen, die Franziskanerkirche in Gleiwitz und die Feldkirche St. Briccius bei Kostenthal. Trotz aller Beanspruchung war er stets um die Pflege des religiösen Lebens bemüht.
Karl Franz Nander von Petersheide starb am 5. Februar 1693 in Breslau und wurde drei Tage später in der Neisser Kollegiatkirche beigesetzt. In der Wenzelskapelle des Breslauer Doms wurde zum Gedenken an ihn ein Epitaph gesetzt. Bereits 10 Jahre vor seinem Tod hatte er für seine verstorbenen Eltern in der Neisser Pfarrkirche ein Denkmal errichten lassen, auf dem die Vision Ezechiels von der Auferstehung der Toten dargestellt war.
Testamentarisch bedachte er reich die Breslauer Domkirche und das Domkapitel. Seine Bibliothek vermachte er dem Breslauer Jesuitenkolleg. Für sein Seelenheil stiftete er ein Anniversarium sowie ein feierliches Hochamt am Fest seines Namenspatrons, des hl. Karl Borromäus.